# Dan Nécol
Dan Nécol, né le 5 juin 1989 à Bayonne, est un joueur professionnel de pala larga, une des variantes de la pelote basque. Le Landais est champion du monde individuel de pala larga. Il obtient également en 2018 le titre de champion du monde à Pala Corta en duo avec Sylvain Brefel.

## Biographie
Originaire de Saint-Geours-de-Maremne dans les Landes, il devient licencié au club Lous Marous de Saint-Geours-de-Maremne depuis 1998. Il pratique durant 16 ans le football au club de Lous Marous, dont 8 ans en simultané avec la Pala.  A 16 ans, il intègre le CREPS (Centre de ressources, d'expertise et de performance sportive) de Toulouse afin de devenir joueur de pelote basque à haut niveau. Dans le même temps, il étudie la vente et obtient un BEP (brevet d'études professionnelles). 
Pendant ses années au CREPS, il participe à 2 championnats du monde de moins de 22 ans avec une médaille de bronze en 2007 et d’argent en 2008.  Après le CREPS, il décide de revenir dans les Landes. Il intègre à 18 ans, l’entreprise familiale de transport de messagerie et devient bénévole au sein de son club de sport. Il continue pendant 3 ans la pelote, mais s’investit également dans le foot. En 2012, Dan Nécol reprend la pelote à haut niveau dans le but d’être sélectionné pour les championnats du Monde au Mexique.  
En 2013, il décide de s’entourer d’une équipe complète pour perfectionner ses entraînements. Son équipe se compose du préparateur physique, d’une diététicienne et d’un kinésithérapeute.  
En 2015, il devient membre du bureau du club Lous Marous à Saint-Geours-de-Maremne puis vice-président en 2017. En parallèle, il entraîne bénévolement à l'école de pelote de la ville et intervient aussi pour entraîner un groupe d'enfants à Tosse. En octobre 2015, il signe son premier contrat professionnel.  
Depuis 2019, il est entouré d'un préparateur physique, d'un kinésithérapeute, une diététicienne, un médecin du sport, un préparateur mental, deux photographes et un vidéaste. 
En juillet 2020, il signe un nouveau contrat professionnel pour 2 ans. Il est également le créateur de la compétition "La Pala d'or", réunissant les meilleurs joueurs de la discipline. L'événement se dispute dans quatre villes du Sud-Ouest : Biarritz, Hossegor, Seignosse et Saint-Geours-de-Maremne. En 2023, France Télévisions lui consacre un documentaire intitulé "Le cas Nécol".   

## Palmarès

### 2007
- Médaille de bronze en équipe de France à paleta gomme creuse à baline 30m

### 2008
- Médaille d’argent en équipe de France à Pala Corta

### 2014
- 2 titres de champion des Landes à Pala Corta et vice-champion de France en équipe

### 2015
- Vainqueur du championnat de la liga BBK
- Champion Open Bizkaia
- Champion tournoi Pro Bilbao
- Vice-champion tournoi San Fermin
- Numéro 2 des avants professionnels à Pala Larga

### 2016/2017
- Vice-champion Liga Kutxabank
- Champion tournoi San Fermin
- Vice-champion du tournoi Pro tour à Toulouse à Pala Corta
- Médaille d'or de la coupe du monde en Équipe de France à Anglet (Pays Basque)

### 2017/2018
- Vice-champion Liga Kutxabank
- Vice-champion Open Bizkaia
- Champion Tournoi San Fermin
- Champion du monde à pala corta à Barcelone[7]
- Élu meilleur joueur des championnats du monde
- Meilleur avant professionnel[8]

### 2018/2019
- Champion Liga Kutxabank
- Champion des défis des champions PPF Sports
- Vice-champion Open Bizkaia
- Champion tournoi San Fermin
- Élu Numéro 1 des avants professionnels

### 2019/2020
- Champion Liga Kutxabank
- Élu 2ème meilleur avant
- Vainqueur du Pala tour[9] 2020
- Champion Pala Tour 2020[10]

### 2021
- Vice champion Pala Pro Tour 2021
- Champion Pala Pro Urrezko 2021[11]

### 2022
- Vainqueur de la Liga Kutxabank[12]
- Vice-champion d'Europe
- Médaillé de bronze au championnat du monde à Biarritz
- Vice-champion de la Pala d'or
- Vice-champion Pala pro tour

### 2023
- Vice-champion de la Liga Kutxabank[13]
- Champion en individuel de Pala Larga[14]
- Champion de la Pala d'or
- Champion Aste Nagusia Bilbao[15]
- Champion Pala Tour[16]